# Contea di Pucheng (Shaanxi)
La contea di Pucheng (蒲城县S, Púchéng XiànP) è una contea della Cina, situata nella provincia dello Shaanxi e amministrata dalla prefettura di Weinan.